# Stark, Kansas
Stark är en ort i Neosho County i Kansas. Vid 2010 års folkräkning hade Stark 72 invånare.